# Франсоа Депорт
Франсоа Депорт (фр. François Desportes; Шампињел, 24. фебруар 1661 — 1743, Париз) је био француски сликар епохе барока. У периоду између 1695. и 1696. био је сликар портрета на двору пољског краља. По повратку у Париз радио је као дворски сликар француског краља Луја XIV. Израђивао је нацрте за мануфактуру гоблена, зидне декорације са мотивима из лова и портрете. Једно од његових најпознатијих дела је Аутопортрет сликара као ловца из 1699. године.